# ناثان ليون (مغني)
ناثان ليون (بالإنجليزية: Nathan Leone)‏ هو مغني أمريكي، ولد في 13 مايو 1981.

## وصلات خارجية
- ناثان ليون على موقع ميوزك برينز (الإنجليزية)
- ناثان ليون على موقع ديسكوغز (الإنجليزية)